# ماتش (صحيفة)
ماتش جريدة رياضية جزائرية تهتم بالرياضة الجزائرية بمختلف أنواعها خاصتا كرة القدم

## وصلات خارجية
- الموقع الرسمي لجريدة ماتش.